# Willie Sanders
William Daniel Sanders, detto Willie (Liverpool, 22 gennaio 1906 – Leeds, 10 gennaio 1990), è stato un attore britannico, attivo in Inghilterra e Francia come attore bambino tra il 1910 e il 1916, ove il personaggio di "Willy" è protagonista in una lunga serie di cortometraggi.

## Biografia
Nato a Liverpool nel 1906, William Daniel "Willie" Sanders conobbe un’istantanea celebrità nella comica The Man to Beat Jack Johnson (1910), diretta da Cecil Hepworth, dove a soli 4 anni si presenta come lo sfidante del celebre pugile afro-americano, allora campione del mondo. Lo stesso Jack Johnson partecipa al film, interpretando se stesso.
Il successo del "Liverpool boy wrestler" (consolidatosi con un secondo lungometraggio di Cecil Hepworth) attira l’attenzione della società francese Éclair, in cerca di un attore bambino da contrapporre alla rivale Pathé che in René Dary (“Bébé”) aveva trovato una vera superstar. Sanders si trasferisce in Francia dove tra il 1911 e il 1914 è protagonista di decine di cortometraggi, per lo più per la regia di Joseph Faivre (coadiuvato da Victorin-Hippolyte Jasset). La fiducia data al giovane interprete si rivela ben riposta: Sanders mostra un talento precoce e versatile. Capace di boxare, lottare, andare a cavallo o in bicicletta, e suonare il violino, interpreta un personaggio di bambino ribelle e dispotico ("Willy"), che ha una faccia d'angelo ma che si comporta all'esatto contrario delle convenzioni educative dell’epoca. Oltre che in Inghilterra e Francia, Sanders acquista popolarità internazionale, specie in Germania e negli Stati Uniti. 
Come la maggior parte degli attori bambini dell’epoca, Sanders lavora con ritmi che oggi sarebbero inimmaginabili. La sua carriera cinematografica si interrompe pero’ bruscamente nel 1914, con la scoppio della prima guerra mondiale e il suo rientro in Gran Bretagna. La serie comunque si era già andata progressivamente esaurendo, per la crescente competizione di altre serie analoghe, non solo in Francia e Inghilterra ma ora anche in altri paesi come l'Italia e gli Stati Uniti. Il tentativo di riavviare la serie nella primavera del 1916 non ando' oltre la produzione di tre pellicole.
Sanders non avrà più alcuna esperienza nel mondo del cinema, fino alla morte a Leeds nel 1990, all'età di 83 anni.

## Filmografia

### Cortometraggi
- The Man to Beat Jack Johnson, regia di Cecil Hepworth (1910)
- Little Willie's Adventure with a Tramp, regia di Cecil Hepworth (1910)
- Petit Willy défie Jim Jackson / Willie Challenges Jim Jackson, regia di Joseph Faivre (1911)
- Petit Willy soigne la neurasthénie de son oncle / Little Willie's Cure for Uncle, regia di Joseph Faivre (1911)
- Petit Willy fait l'école buissonnière / Willy Plays Truant, regia di Joseph Faivre (1911)
- Le premier cigare de Willy / Willie's First Cigar, regia di Joseph Faivre (1911)
- Willy professeur de skating, regia di Joseph Faivre (1911)
- Willy fantôme, regia di Joseph Faivre (1911)
- Willy professeur de gymnastique, regia di Joseph Faivre (1911)
- Willy maître-chanteur, regia di Joseph Faivre (1911)
- Willy veut déjeuner sans payer / Willy Wants a Free Lunch, regia di Joseph Faivre (1911)
- Willy artiste peintre, regia di Joseph Faivre (1912)
- Willy distributeur d'énergie, regia di Joseph Faivre (1912)
- Willy sait porter la fourrure, regia di Joseph Faivre (1912)
- Willy et le cheval du capitaine / Willy and the Captain's Horse, regia di Joseph Faivre (1912)
- Willy fait de la culture physique, regia di Joseph Faivre (1912)
- Willy cuisinier, regia di Joseph Faivre (1912)
- Willy est un enfant martyr, regia di Joseph Faivre (1912)
- Willy veut monter à cheval / Willy Wants to Ride a Horse, regia di Joseph Faivre (1912)
- Willy n'aime pas sa gouvernante, regia di Joseph Faivre (1912)
- Willy veut guérir son père / Willy Wants to Cure His Father, regia di Joseph Faivre (1912)
- Willy veut égaler Nick Carter, regia di Joseph Faivre (1912)
- Willy étrenne son costume de marin / Willy's Sailor Suit, regia di Joseph Faivre (1912)
- Willy roi des concierges / Willie, King of Janitors, regia di Joseph Faivre (1912)
- Le sacrifice de Willy / Willy's Sacrifice, regia di Joseph Faivre (1912)
- Willy malade de rire, regia di Joseph Faivre (1912)
- Willy et le prestidigitateur / Willy and the Conjuror, regia di Joseph Faivre (1912)
- Willy et le vieux soupirant / Willy and the Old Suitor, regia di Joseph Faivre (1912)
- Willy ne veut pas être riche / Willy Prefers Liberty to Wealth, regia di Joseph Faivre (1912)
- Willy et le serviteur incorruptible / Willy and the Faithful Servant, regia di Joseph Faivre (1912)
- Willy et le charcutier, regia di Joseph Faivre (1912)
- Willy contre le bombardier Wells / Little Willy vs. Bombardier Wells, regia di Joseph Faivre (1913)
- Willy garde le bonheur du foyer, regia di Joseph Faivre (1913)
- La ruse de Willy / Willy's Ruse, regia di Joseph Faivre (1913)
- Le bonheur de Willy, regia di Joseph Faivre (1913)
- Willy diplomate, regia di Joseph Faivre (1913)
- Willy a la rage, regia di Joseph Faivre (1913)
- Willy et les paysans pauvres, regia di Joseph Faivre (1913)
- Willy et les gendarmes font du sport, regia di Joseph Faivre (1913)
- Willy et la charité, regia di Joseph Faivre (1913)
- Willy, le tambour et les lunettes, regia di Joseph Faivre (1913)
- Les trois Willy, regia di Joseph Faivre (1913)
- Willy a la maladie du sommeil, regia di Joseph Faivre (1913)
- Willy et les Parisiens / Willy and the Parisians, regia di Joseph Faivre (1913)
- La conscience de Willy, regia di Joseph Faivre (1913)
- Willy contre le divorce, regia di Joseph Faivre (1913)
- Le prince Willy / Prince Willy, regia di Joseph Faivre (1913)
- Willy arrête les pendules, regia di Joseph Faivre (1913)
- Willy roi des sorciers, regia di Joseph Faivre (1913)
- Willy et l'intruse, regia di Joseph Faivre (1913)
- Willy groom, regia di Joseph Faivre (1913)
- Willy chiffonnier, regia di Joseph Faivre (1913)
- Willy Occultiste, regia di Joseph Faivre (1913)
- Willy court après son argent, regia di Joseph Faivre (1913)
- Winky Willy and the Fisherman, regia di Joseph Faivre (1914)
- Winky Willy's Disappearing Stunt, regia di Joseph Faivre (1914)
- Willy a perdu 500 francs, regia di Joseph Faivre (1914)
- Winky Willy's Birthday Gifts, regia di Joseph Faivre (1914)
- Winky Willy's Arithmetic, regia di Joseph Faivre (1914)
- Winky Willy and the Telephone Crime, regia di Joseph Faivre (1914)
- Winky Willy's Private Show, regia di Joseph Faivre (1914)
- Willy fils du roi du porc, regia di Joseph Faivre (1914)
- Willy boy-scout, regia di Joseph Faivre (1914)
- Winky Willy and the Cherries, regia di Joseph Faivre (1914)
- Willy aux courses, regia di Joseph Faivre (1914)
- Winky Willy's Maxims, regia di Joseph Faivre (1914)
- Willy et le rasta, regia di Joseph Faivre (1914)
- Willy tambour de garde, regia di Joseph Faivre (1914)
- Le premier duel de Willy, regia di Joseph Faivre (1914)
- Willy et le parachute, regia di Joseph Faivre (1914)
- Willy agent matrimonial, regia di Joseph Faivre (1914)
- Willy moralisateur, regia di Joseph Faivre (1914)
- Willy et le jugement de Salomon, regia di Joseph Faivre (1914)
- Willy correspondant de guerre, regia di Joseph Faivre (1914)
- La reconnaissance de Willy, regia di Joseph Faivre (1914)
- Collin et Willy (1916)
- Willy et l'heure légale (1916)
- Willy, tu as tué ma fille (1916)